# Ágata Cristina de Hanau-Lichtenberg
La condesa Ágata Christina de Hanau-Lichtenberg (Buchsweiler (ahora Bouxwiller en Francia), 23 de septiembre de 1632 - Straßburg (ahora Estrasburgo, en Francia), 5 de diciembre de 1681), enterrada en Lützelstein (ahora La Petite-Pierre, Francia).

## Vida
Fue hija del conde Felipe Wolfgang (1595-1641) y su esposa, la condesa Juana de Oettingen (1602-1639).

### Matrimonio e hijos
Se casó el 4 de julio de 1648 en Bischweiler con el condé Palatino Leopoldo Luis de Veldenz (1 de febrero de 1623 - 29 de septiembre [ OS 19 de septiembre] 1694 en Estrasburgo; también enterrado en Lützelstein) y tuvieron los siguientes hijos:
- Hija sin nombre (1649 en Lauterecken).
- Ana Sofía (20 de mayo de 1650 - 12 de junio de 1706 en Morchingen (ahora Morhange, Francia), también enterrada en Lauterecken).
- Gustavo Felipe (17 de julio de 1651 - 24 de agosto de 1679), presuntamente asesinado en Lauterecken; enterrado en la iglesia luterana en Lauterecken).
- Isabel Juana (22 de febrero de 1653 - 5 de febrero de 1718; enterrada en Diemeringen), casada el 27 de julio de 1669, con Juan XI de Salm-Kyrburg (1635–1688)  (m. 16 de septiembre de 1688 en Flonheim; enterrado en la iglesia de la ciudad en Kirn).
- Cristina (29 de marzo de 1654 en Lauterecken - 18 de febrero de 1655 en Lützelstein).
- Cristina Luisa (11 de noviembre de 1655 en Lützelstein - 14 de abril de 1656, ibid.).
- Christian Luis (5 de octubre de 1656 en Lützelstein - 15 de abril de 1658, ibid.).
- Dorotea (16 de enero de 1658 en Lützelstein - 17 de agosto de 1723 en Estrasburgo; enterrada en la iglesia parroquial de Lützelstein), casada el 10 de julio de 1707 en Zweibrücken, con el Conde Palatino del Rin Gustavo del Palatinado-Zweibrücken y Duque en Baviera, divorciada el 23 de abril de 1723.
- Leopoldo Luis (14 de marzo de 1659 en Lützelstein - 17 de marzo de 1660 en Lützelstein; enterrado en Lützelstein).
- Carlos Jorge (27 de mayo de 1660 en Lützelstein - 3 de julio de 1686 en las afueras de Budapest).
- Agatha Leonor (29 de junio de 1662 en Lützelstein - 1 de enero de 1664, ibid.).
- Augusto Leopoldo (22 de diciembre de 16633 en Lützelstein - 9 de septiembre de 1689 en las afueras de Maguncia), fue coronel en el ejército bávaro y fue enterrado en la iglesia de San Juan en Hanau.

## Fallecimiento
Ágata Cristina murió el 5 de diciembre de 1681 y, como muchos de sus hijos y luego su esposo, fue enterrada en la iglesia parroquial de Lützelstein.